# Французская интервенция в Испанию
Французская интервенция в Испанию (фр. Expédition d'Espagne) — вторжение французской армии в Испанию в 1823 году с целью восстановления абсолютистской власти испанского короля Фернандо VII, потерявшего её в ходе революции 1820 года.

## Перед интервенцией
Решение о вторжении в Испанию было принято государями, примкнувшими к Священному союзу и собравшимися на конгресс в Вероне, с целью подавить революционное движение в Испании и восстановить власть короля Фернандо VII. Экспедиция была возложена на Францию, которая в лице Людовика XVIII была наиболее заинтересована в спокойствии Испании. Приготовления к войне были окончены к 1 апреля.
Армия под командованием герцога Ангулемского, собранная на границе Испании, состояла из 4 корпусов и резерва. I корпус маршала Удино (25 000 человек), II — генерала Молитора (18 000), III — князя Гогенлоэ (10 000), IV — маршала Монсея (18 000), резерв генерала Бордесуля (9000) — всего 80 000. Главная руководящая сила восстания, Кортесы, деятельно готовилась к борьбе. Несмотря на сопротивление короля, Кортесы увезли его из Мадрида в Севилью и вынудили объявить Франции войну. С трудом укомплектованные регулярные войска были разделены на 4 корпуса: Бискайский, генерала Бальестероса (20 000), Каталонский, генерала Мина (22 000), центральный, графа Ла Бисбаля (18 000), Галисийский, генерал Мурильо (10 000) — всего 70 000 человек, помимо 50 000, расположенных по крепостям. Испанская армия была плохо обучена и организована, а потому французы не рассчитывали на серьезное сопротивление, тем более, что и народ был на их стороне.

## Ход интервенции
7 апреля авангард французской армии перешел реку Бидасоа. I и II корпуса и резерв, следуя за ним, заняли Ирун. III корпус вступил в Испанию долиною Ронсево, отрядив дивизию Бурка (из корпуса Удино) для овладения крепостями Сантона и Сан-Себастьян. Ввиду того, что испанцы разбросали свои силы небольшими отрядами по северным провинциям, герцог Ангулемский разделил корпуса, назначив: II корпус — для усмирения Бискайи, Леона и Астурии, III — для действий в Наварре и Арагоне, а с остальными корпусами и резервом направился через Витторию на Бургос и далее 2 колоннами на Вальядолид и Оранду, почти нигде не встречая серьёзного сопротивления.
В конце апреля II корпус занял Сарагосу и вступил в связь с I и IV корпусами. Это дало возможность направить одновременно I, II и резервный корпуса к Мадриду. 23 мая вступил в Мадрид французский авангард, а 25 главные силы. Таким образом, хотя Мадрид был занят, но цель войны — освобождение короля — не была достигнута; пришлось продолжать наступление.
Герцог Ангулемский, желая противопоставить кортесам правительственное собрание, созвал верховный совет и утвердил регентство под председательством герцога Инфантадо. Спеша занять Эстремадуру и Андалусию с целью упредить увоз короля в Кадис, герцог Ангулемский двинул 1 июня одну колонну Бордесуля (7000) через Аранхуэс и Кордову на Севилью, другую, генерала Бурмона (8000), через Трухильо на Бадахос, с приказанием, в случае надобности, подкрепить Бордесуля. Войска эти получили название Андалусской армии. Удино остался в окрестностях Мадрида с 2 корпусами. По приближении французов к Севилье хунта увезла короля в Кадис, куда и была направлена Андалусская армия, и 24 июня этот город был блокирован с суши и с моря (эскадрой адмирала Гамелена). Незначительность сил не позволяла осаждавшим принять энергичные меры для овладения крепостью, а потому Бордесуль занялся овладением окрестных городов, с целью установить полное обложение с суши.
Между тем, Монсей (IV корпус), перейдя границу, направился на Фигерас, Жерону и, наконец, к главному опорному пункту испанцев, Барселоне. Осадив последнюю, он выслал в разных направлениях небольшие подвижные колонны для очищения провинции от войск хунты. Колонны эти почти нигде не встречали сопротивления, кроме Таррагоны, которую также блокировали.
Одновременно с этим III корпус, дивизия Бурка и вновь прибывший из Франции II резервный корпус генерала Лористона удачно действовали в Леоне, Галисии и Астурии, разгоняя везде незначительные отряды испанцев и овладевая крепостями. Молитор, захватив Сарагосу и устроив в ней базу, занял всю Наварру и Арагон. Прибыв 8 июня в Теруэль и узнав, что значительный испанский отряд Бальестероса находится в Мурвьедро, Молитор немедленно двинулся против него, 12 июня занял Валенсию и преследовал столь энергично, что 13 июня настиг его и разбил у Лорки. 24 июля он вновь атаковал Бальестероса у Гвадалхуертано, отбросил его, 27 июля занял Гренаду и, разбив 28 июля ещё раз у Кампило, заставил заключить 4 августа перемирие, причём большая часть испанского отряда примкнула к французам.
Освободившись от Бальестероса, Молитор получил возможность двинуться к Кадису и подкрепить Бордесуля. 16 августа под Кадис прибыл герцог Ангулемский, победоносно завершивший осаду взятием форта Трокадеро. Кортесы, увидев невозможность дальнейшего сопротивления, освободили короля и вернули ему власть. 1 октября Фернандо VII приехал во французский лагерь. После этого (в ноябре) сдались французам Барселона, Картахена и Аликанте, и тогда герцог Ангулемский вернулся во Францию, оставив в Испании 45 000 человек для охраны нового правительства.